# Los Rabanes
Los Rabanes es una banda de ska punk ganadores de un Premios Grammy Latino (2007) originaria de Chitré, Herrera, Panamá.

## Historia
En 1995, después de la clausura de las bandas "Rum & Coke" y El Décimo Piso a principios de la década de 1990, Emilio Regueira, Christian Torres y Javier Saavedra, amigos de la infancia, comenzaron a tocar los fines de semana en pequeños pubs y bares locales de la ciudad de Chitré, (Herrera). Estas presentaciones causaron tal controversia y entusiasmo entre los fanáticos, que se asediaban en los locales con horas de anticipación para conseguir los mejores lugares y así poder disfrutar del show y de las extravagancias indumentarias características de la banda, que se convirtieron en el centro de atracción de toda la audiencia.
En 1995, Los Rabanes siguen subiendo en popularidad gracias a un mayor número de presentaciones, así como también alternando para bandas extranjeras, de la talla de Mana. Para los últimos meses de ese año, debutó su vídeo "¿Por qué te fuiste Benito?" en MTV Latino. Durante el resto de 1996, el grupo compartió giras promocionales por Hispanoamérica en escenarios con bandas tales como Los Fabulosos Cadillacs, Los Auténticos Decadentes, Todos Tus Muertos, Aterciopelados, Maldita Vecindad y los Hijos del Quinto Patio y fueron premiados por los medios de prensa de California como la Mejor Nueva Banda de Rock en Español. Además el grupo promociona el tema "Un suicidio en Nuevas York", cuyo vídeo se graba en Panamá y la banda aparece en tomas como si estuvieran en la Gran Manzana.
En 1997, Los Rabanes lanzan al mercado su segunda producción discográfica que lleva por título "Los Rabanes All Star - Volumen 2", la cual fue grabada en los estudios Origen de Panamá y mezclada en los estudios Del Abasto Al Pasto de Buenos Aires, Argentina. Este álbum fue producido por Flavio Cianciarulo, integrante de Los Fabulosos Cadillacs, y además contó con la participación de Rubén Blades en vocales. Se promocionan los temas  "Reggae Punk Panamá", "De colores", en cuyo vídeo aparece Rubén Blades junto a la banda, y el tema "Tu me disparas balas", cuyo vídeo fue emitido en rotación en la cadena MTV Latino. En 1998 el grupo realiza múltiples presentaciones. Se presentan en el Festival FESTIMAD alternando junto a la banda de rock pesado Metallica. También se presentan en México junto a Café Tacuba, en Chicago junto a Los Fabulosos Cadillacs y en Puerto Rico nuevamente junto a Café Tacuba. Además realizan una presentación en Nueva York junto a Control Machete.
Entre los meses de enero y mayo de 2000, Los Rabanes graban su tercer álbum bajo la producción artística de Roberto Blades y la producción ejecutiva de Emilio Estefan Jr. en los estudios Crescent Moon en Miami, Florida. Este álbum grabado de una manera muy festiva mantiene los elementos de Punk, Calipso, Reggae y Ska, añadiendo Hip Hop, mucho Spanglish y Merengue House. Se mantiene el sonido de trío similar al del primer álbum con algunos temas con instrumentos de viento y percusiones hispanas. Esta producción titulada "Los Rabanes" fue editada bajo el sello Crecent Moon Records, respaldado por Epic y Sony Music Internacional. El vídeo del primer sencillo "My commanding wife" fue filmado en Miami bajo la dirección de Emilio Estefan Jr.
En mayo de 2002, Los Rabanes lanzan su cuarto álbum titulado "Money Pa' Qué", y segundo bajo la producción de Emilio Estefan Jr. y Crescent Moon Records. Además comparten en el mismo las labores de producción Emilio Regueira y Sebastián Krys. Un disco que incluye 12 nuevos temas de la banda con una fusión entre ritmos fuertes e hispanos. Su primer sencillo es el tema  "Everybody", una canción cuyo estilo es una mezcla de diversos ritmos como el rap, hip-hop, merengue house, reggae y samba. Además el álbum contiene 2 versiones adicionales, Thrash Mix y Pablo Flores Radio Edit. El tema formó parte de un CD de artistas hispanos que fue distribuido en el continente asiático para el Mundial de Fútbol Corea-Japón 2002. El vídeo de "Everybody" fue filmado en una playa de Key Biscayne, Florida. En el mismo, el grupo se monta en un bus de unos haitianos y son llevados hacía la playa en donde realizan una gran presentación.
Este trabajo discográfico les concedió a la banda su primera nominación al Grammy Latino, en la categoría Mejor Álbum Vocal Rock Dúo o Grupo, premio que ese año perdieron ante la agrupación mexicana Maná. Ese mismo año Emilio Regueira, vocalista principal y guitarrista de la banda,  participa del Álbum de Thalía (Thalía - 2002), en la canción titulada "La Loca".
Para el año 2006 la banda termina su contrato con Crescent Moon Records de Emilio Estefan y preparan el lanzamiento de su disco de grandes éxitos titulado "10 Años Sonando", el cual constituía un box-set de lujo que contiene 2 discos con casi 40 temas y un DVD con su videografía completa. Entrado ya el año 2007 inician con un nuevo contrato discográfico con Universal Music y se publica el sexto disco de la banda titulado "Kamikaze", el cual cuenta con trece temas y fue grabado entre noviembre del 2006 y enero del 2007, entre los estudios PTY de Panamá, el estudio personal de George Noriega, y en el estudio casero de Sebastian Krys, quien es también el productor de esta obra. Cabe destacar que no era la primera vez que se daba la unión Rabanes-Krys, ya que en el año 2002 trabajaron juntos el disco “Money Pa’ Qué”.
En esta producción Rabanes presenta letras más combativas que en sus discos anteriores, cargadas de temas que hablan de sexo, fiesta, desorden, alcohol y política. Como acompañamiento el grupo sigue ofreciendo su estilo fusión, con ritmos tales como ska, reggae, punk, thrash y corridos, combinados de una manera cruda generada por el "Power Trío" de guitarra, bajo y batería. El primer sencillo del disco es el tema  "La vida". Esta canción, composición de Emilio Regueira, habla de vivir el día a día como si fuese el último, montada sobre una base musical de corrido mexicano y ska. Para el tema se graba su videoclip en Puerto Rico, bajo la dirección de Israel Lugo y Gabriel Coss. Con mucho éxito también lanzan luego su segundo sencillo para el tema "Te jodiste", con un jocoso y muy chistoso vídeo sobre como un hombre no debe dejarse controlar por una mujer, que también fue rodado en Puerto Rico, por los mismos realizadores de su clip anterior.
En la noche del 23 de octubre de 2007, Los 40 Principales realizaron el Concierto Básico 40 "Los Rabanes" en el teatro Anita Villalaz de Ciudad de Panamá. En este concierto los originarios de Chitré interpretaron temas de su disco "Kamikaze" y éxitos de sus producciones anteriores. La banda además invitó a escena a dos músicos panameños para cantar dos temas de "Kamikaze", los cuales son covers a "La Rabanes". El reguesero Burrel acompañó a Emilio en la vocales de La Ganja y su hermano El Chispín fue invitado para cantar el tema "Electric Avenue". Uno de los mejores temas de la noche fue "Tiempos de Rock & Roll", el cual comentó Emilio tenía ya alrededor de 15 años de existir. Su versión en estudio,  perteneciente a su disco "Kamikaze", es un dúo junto a la leyenda del Rock Mexicano, el cantante de El Tri, Álex Lora.
El 8 de noviembre en la ciudad de Las Vegas, Estados Unidos, reciben el premio Grammy Latino en la categoría Mejor álbum de Rock vocal dúo o grupo con su producción  "Kamikaze". Esta fue la tercera vez que el grupo panameño recibe esta nominación, sin embargo, es la primera vez que obtienen el galardón. El 12 de noviembre reciben de manos del Alcalde de la Ciudad de Panamá, Juan Carlos Navarro,  las llaves de la ciudad, en una ceremonia realizada en la Casa de la Municipalidad, en donde el grupo celebró junto a sus amigos, medios, delegados de la Alcaldía e invitados especiales. Luego, el viernes 30 de noviembre, Los Rabanes realizan un concierto en Hard Rock Café Panamá en donde entregan una de sus guitarras para la memorabilia del reconocido establecimiento, convirtiéndose en la primera banda panameña en colocar un instrumento en este altar de músicos de trayectoria. La revista Rolling Stone Latinoamérica, le da un rating muy bueno al disco y además en su edición de diciembre publica una nota de dos páginas de la banda, lo cual fue una entrevista con Emilio Regueira. La publicación los destaca como "uno de los grupos principales del año en Latinoamérica". El disco "Kamikaze" fue también nominado a los Grammy Awards de Estados Unidos, en la categoría Mejor Álbum Latino o Álbum Alternativo.
En el 2008 la banda lanza más sencillos de disco ganador del Grammy "Kamikaze", el tema "La Ganja" y luego  "Electric Avenue", remake del tema clásico de Eddy Grant de 1983, cuyo videoclip fue filmado en Ciudad de Panamá, bajo la dirección de Roger Chalmers, y Álvaro Acevedo,  mánager de la banda. El concepto es basado en el estilo de rodaje de la década de los 80, con el power trio tocando el tema mientras aparecen imágenes de conflictos, disturbios y guerras.
Los Rabanes han trabajado con artistas de reguetón como Don Omar y Ñejo y Dálmata; así como con Cristina Huayamave.
En el año 2013 lanzan un nuevo disco, "Urban Rock", el octavo álbum de estudio de la banda; una mezcla de elementos urbanos, con colaboración de artistas panameños combinado con su estilo característico "rock fusión", editado por Blast Music. Realizan giras por Estados Unidos de la mano de la productora Rockass Online Music basada en Nueva York.
En el 2014 durante el mes de octubre empiezan una nueva relación de Mánager con Javier Solis, un joven empresario radicado en New York, quien es dueño de la productora Rockass Online Music la cual se convierte posteriormente en su nuevo Label.
Durante el 2015 celebran 20 años de lanzar su primer disco Porque te fuiste Benito, que se remasteriza y se lanza en todas las plataformas digitales, este lanzamiento se hace desde su nuevo label, también realizan una gira de más de 35 ciudades en Latinoamérica y Estados Unidos. 
durante el mes de agosto se graba el disco En Directo en San Juan De Puerto Rico y semanas después se lanza en versión digital, catalogado por varios medios especializados en música latina como "disco de culto del rock latino"
En el 2016 se lanza Urban Rock 2, disco recopilatorio de singles con base rock y toques de música Urbana.
Para finales de año 2017, se edita el Disco tributo a Rabanes realizado por 22 bandas latinoamericanas
durante el 2018 fueron invitados a ser parte del "Los Producers" dentro de los días de la ceremonia Los Latin Grammys 2018 en la ciudad de las vegas.
Durante el 2019 se edita el nuevo disco llamado Rock and Roll en tiempo de Crisis, bajo la sociedad de nueva plataforma de distribución digital, disco que fue inscrito en los latin Grammys.

### Años Recientes: Reconocimiento en los 2020s
En 2020, Los Rabanes lanzaron el álbum "Rabanes en vivo desde el Teatro Nacional de Panamá" y Rabanes 25, celebrando sus 25 años de carrera artística. Este hito marcó un momento importante en su trayectoria, donde recibieron el reconocimiento como la mejor banda internacional de Panamá, un tributo a su impacto en la música latina.
En 2022, el reconocido productor Emilio Estefan Jr. propuso una nueva colaboración con Los Rabanes para la creación de un álbum innovador, lo que llevó a la banda a iniciar la grabación de un proyecto sin precedentes. Durante ese año, también recibieron una placa de reconocimiento por alcanzar 50 millones de reproducciones en Spotify, un logro que se celebró en una gran conferencia de prensa con la participación de medios internacionales y del propio Estefan.
A principios de 2022, Los Rabanes fueron nominados a los 64th Grammy Awards en la categoría de Mejor Álbum y Composición de Música Infantil por la canción La Patineta, en colaboración con 123 Andrés y Rubén Blades, lo que les otorgó una mayor popularidad. A finales del mismo año, lanzaron la canción A Rianxeira junto con Os Almirantes y Alvarino, en el contexto del Mundial de Fútbol Catar 2022.
En 2023, Los Rabanes participaron en el Festival de Viña del Mar, interpretando La Patineta como parte de la competencia de Mejor Música Popular Panameña, recibiendo un notable reconocimiento.
Bajo la gestión de su manager, Javier Solis-Vila, Los Rabanes lanzaron su nuevo álbum producido por Emilio Estefan Jr. en septiembre de 2023. El primer sencillo, Ron y Tequila, fue acompañado por un video dirigido por Estefan y Pedro Vásquez. Este álbum es distribuido a nivel mundial por Sony Music, consolidando aún más la posición de la banda en la escena musical internacional.

### 2024: Un Año Exitoso para Los Rabanes
En 2024, Los Rabanes, la icónica banda panameña de rock latino, continúa consolidándose como la fuerza líder del género. Con su inigualable estilo y energía arrolladora, el grupo sigue alcanzando nuevos logros internacionales. Uno de sus éxitos más recientes es la inclusión de su canción "Billete" en el soundtrack del videojuego más popular del mundo, EA SPORTS FC 25, anteriormente conocido como FIFA.
La canción "Billete" llegará a más de 100 millones de jugadores alrededor del mundo, llevando la música de Los Rabanes a una audiencia global sin precedentes. Este logro reafirma su posición como una de las bandas más influyentes del rock en español. El videojuego estará disponible el 27 de septiembre de 2024 y contará con 114 temas musicales, entre ellos el hit de Los Rabanes.
Éxitos Globales y Récords
Además de su presencia en este videojuego, Los Rabanes alcanzaron el #1 en las listas de radio de Venezuela, México, Puerto Rico y Estados Unidos, con un récord de 18 semanas consecutivas en el #1 en Panamá. Su influencia también se vio reflejada en el puesto #18 en el Chart de Billboard en Estados Unidos.
Con más de 50 ciudades incluidas en su gira por Latinoamérica y Estados Unidos, la banda brilló en escenarios de prestigio como Viña del Mar, el Fashion Week de Nueva York y la Herencia Hispana en el estadio de Messi.

### Colaboraciones de Alto Nivel
En 2024, Los Rabanes han demostrado su versatilidad colaborando con grandes artistas como Christian Nodal, Black Eyed Peas, Abel Pintos y Emily Estefan, destacando su relevancia y constante evolución dentro de la industria musical.

## Grammy Latino
En la noche del 23 de octubre de 2007, Los 40 Principales realizaron el Concierto Básico 40 "Los Rabanes" en el teatro Anita Villalaz de Ciudad de Panamá. En este concierto los originarios de Chitré interpretaron temas de su disco "Kamikaze" y éxitos de sus producciones anteriores. La banda además invitó a escena a dos músicos panameños para cantar dos temas de "Kamikaze", los cuales son covers a "La Rabanes". El reguesero Burrel acompañó a Emilio en la vocales de La Ganja y su hermano El Chispín fue invitado para cantar el tema "Electric Avenue". Uno de los mejores temas de la noche fue "Tiempos de Rock & Roll", el cual comentó Emilio tenía ya alrededor de 15 años de existir. Su versión en estudio, perteneciente a su disco "Kamikaze", es un dúo junto a la leyenda del Rock Mexicano, el cantante de El Tri, Álex Lora.
El 8 de noviembre en la ciudad de Las Vegas, Estados Unidos, reciben el premio Grammy Latino en la categoría Mejor álbum de Rock vocal dúo o grupo con su producción "Kamikaze". Esta fue la tercera vez que el grupo panameño recibe esta nominación, sin embargo, es la primera vez que obtienen el galardón. El 12 de noviembre reciben de manos del Alcalde de la Ciudad de Panamá, Juan Carlos Navarro, las llaves de la ciudad, en una ceremonia realizada en la Casa de la Municipalidad, en donde el grupo celebró junto a sus amigos, medios, delegados de la Alcaldía e invitados especiales. Luego, el viernes 30 de noviembre, Los Rabanes realizan un concierto en Hard Rock Café Panamá en donde entregan una de sus guitarras para la memorabilia del reconocido establecimiento, convirtiéndose en la primera banda panameña en colocar un instrumento en este altar de músicos de trayectoria. La revista Rolling Stone Latinoamérica, le da un rating muy bueno al disco y además en su edición de diciembre publica una nota de dos páginas de la banda, lo cual fue una entrevista con Emilio Regueira. La publicación los destaca como uno de los grupos principales del año en Latinoamérica. El disco "Kamikaze" fue también nominado a los Grammy Awards de Estados Unidos, en la categoría Mejor Álbum Latino o Álbum Alternativo.
En el 2008 la banda lanza más sencillos de disco ganador del Grammy "Kamikaze", el tema "La Granja" y luego "Electric Avenue", remake del tema clásico de Eddy Grant de 1983, cuyo videoclip fue filmado en Ciudad de Panamá, bajo la dirección de Roger Chalmers, y Álvaro Acevedo, mánager (ex) de la banda. El concepto es basado en el estilo de rodaje de la década de los 80, con el power trio tocando el tema mientras aparecen imágenes de conflictos, disturbios y guerras.

## Miembros
- Emilio Regueira - Voz y guitarra (1992 - Presente)
- Christian Torres - Bajo y coros  (1992 - Presente)
- Javier Saavedra - Batería y percusión (1992 - Presente)
- Carlos Cuevas (Randy Cuevas) - Teclado y coros (2000 - Presente)

## Discografía

### Álbumes
- ¿Por qué te fuiste, Benito? (1995)

1. ¿Por qué te fuiste, Benito? (3:38)
2. Clemente María (2:33)
3. Ahí estás, tú (3:34)
4. El retrato (2:58)
5. En el cuarto de Luís (2:47)
6. Un suicidio en Nueva York (3:30)
7. El Diablo y Yo (2:46)
8. Será mejor así (2:41)
9. Yo no maté a Margarita (4:39)
10. Juan aportó la religión (2:02)

- Los Rabanes All Star - Volumen II (1997)

1. Se murió Manuela (2:05)
2. ¡Oh! Mi Raquel (2:53)
3. Rub-A-Dub Style (2:03)
4. De colores (2:15)
5. Reggae punk Panamá (2:59)
6. Tú me disparas balas (4:17)
7. Agonía por los '60 (2:06)
8. Muero en el alcohol (3:05)
9. Siempre te llevo en mi riñón (1:56)
10. Tú me desesperas (3:49)
11. Colonia Americana ¡No! (1:43)
12. Gafas de sol (4:42)
13. Leticia (1:53)
14. Revolution All-Star (11:31)

- Rabanes (2000)

1. My Commanding Wife (Spanish) (3:08)
2. Señorita, a mí me gusta su style (3:26)
3. Perfidia (3:08)
4. I Shot The Law (4:08)
5. Angelito Porno Star (3:00)
6. Hotel Putas Beach (2:26)
7. Tengo un mal presentimiento (2:15)
8. Again Again (2:30)
9. Welcome to ehe Squizophrenia (3:00)
10. No hay manera (3:14)
11. My Commanding Wife (English) (3:05)
12. La media vuelta (2:56)
13. Bam Bam (3:53)

- Pezcuezipelado (2002)  Rockass Online Music llc

- Centroamerican Rockers (2002)  Rockass Online Music llc

- Money pa' qué? (2002)

1. Money (3:16)
2. Bam Bam (3:55)
3. Carta de amor (3:02)
4. Tus caprichos (4:05)
5. Acetona (3:23)
6. Everybody (3:59)
7. DJ (3:29)
8. Love in New Orleans (4:04)
9. Mambo (3:23)
10. La raza (3:05)
11. El queso (3:29)
12. Thank You (9:35)
13. Everybody (Trash Mix) (3:34)
14. Everybody (Pablo Flores Radio Edit) (3:49)

- Ecolecua (2004)

1. Ecolecua (3:32)
2. La pastilla del amor (3:43)
3. Rocktón (con Don Omar) (3:22)
4. No seas tan cruel (3:59)
5. Tu chance (3:11)
6. Raíces (4:16)
7. Que me quieras tú (2:38)
8. Otra noche más (3:42)
9. El sinvergüenza (3:20)
10. Ya no es lunes, hoy es martes (3:36)
11. El tequila (con Vicentico) (2:37)
12. Panamá (3:04)

- Kamikaze (2007)

1. Ella se mueve cruel (2:40)
2. Te jodiste (2:48)
3. La vida (2:23)
4. Electric Avenue (2:46)
5. La granja (3:05)
6. Ana (2:44)
7. Así es (2:54)
8. Sexy Time (2:49)
9. Bala (3:02)
10. Muero en el alcohol (2:51)
11. El apretón (3:10)
12. Tiempos de rock & roll (con Álex Lora) (3:48)
13. Dr. Muerte (1:04)

- Demons on Fire (2010)

1. Danger Boogaloo
2. Que vaina
3. La solución
4. Cada quien por su lado
5. Chicha Fuerte
6. Chikas
7. My Baby Girl
8. Te odio más que ayer
9. Mama me la.....
10. Crazy Girla
11. VIP
12. Kill The President

- Urban Rock (2014) Rockass Online Music llc

1. Rumba bomba 3:42
2. Me pierdo en NY 3:00
3. Dime que tú quieres 4:42
4. No sabes nada 3:41
5. Malabares 4:37
6. 2 Nite 3:31
7. Corazón robado 3:40
8. La tesa 3:11
9. Mami 3:44
10. Tu cariño 3:22
11. Las mujeres 3:37
12. Dando vueltas 3:08
13. Dando vueltas (Ponchera) 3:05
14. Antes que se me caiga el pelo 3:06

- Rabanes en directo (2015) Rockass Online Music llc

1. Señorita, a mí me asusta Su style 06:02
2. Te jodiste 03:40
3. Tengo un mal presentimiento 02:36
4. Perfidia 05:33
5. Money pa' qué 03:55
6. Bam Bam 07:12
7. Quiero que me quieras tú 02:35
8. La vida 04:30
9. Tus caprichos 04:14
10. Por qué te fuiste, Benito 03:37
11. My Commanding Wife 09:56
12. Dando vueltas 10:58
13. La pastilla del amor 03:38

- Urban Rock 2 (2016) Rockass Online Music llc

1. Miami Swing 3:05
2. Lento y Awawao 3:32
3. La Vaca 3:05
4. Tengo ganas de ti 3:47
5. Suavecito 3:23
6. A Menearse 2:55
7. Perro Ladrón 3:43
8. Sex & roll [Explicit] 3:05
9. Ron con Reggaeton 3:06
10. Lupita 2:44
11. Why Not 3:28
12. Feeling summer time 2:52

- Rock and roll en tiempos dificiles (2019) Rockass Online Music llc
- Rabanes and friends desde el teatro nacional de Panama (2020) Rockass Online Music llc
- 25 (2021) Rockass Online Music llc
- Pandemia Records (2021) Rockass Online Music llc
- Cogiendo los mangos bajitos (2022) Rockass Online Music llc

### Compilaciones
- 10 años sonando (2007)

## Videoclips
- "¿Por Qué Te Fuiste Benito" | Dirección: A. Rodríguez & B. Sucre | 1995 Vídeo
- "Un Suicidio En Nueva York" | Dirección: Eduardo Jarker | 1995
- "Se Murió Manuela" | Dirección: Iván Donoso & El Funkete | 1997
- "Tú Me Disparas Balas" | Dirección: Omar Luis & Martín Urena | 1997
- "Reggae Punk Panamá" | Dirección: Eduardo Jarker | 1997
- "De Colores" (Featuring Rubén Blades) | Dirección: Omar Luis & Martín Urena | 1998
- "Muero En El Alcohol" | Dirección: Omar Luis & Martín Urena | 1998
- "My Commanding Wife" | Dirección: Emilio Estefan Jr. | 2000
- "Perfidia" | Dirección: Fernando Eimbcke | 2000
- "Señorita A Mi Me Gusta Su Style" | Dirección: Nayib Estefan | 2001
- "Angelito Porno Star" | Dirección: Paco Guerrero | 2001
- "Tengo Un Mal Presentimiento" | Dirección: Paco Guerrero | 2002
- "No Hay Manera" | Dirección: Paco Guerrero | 2002
- "Everybody" | Dirección: Emilio Estefan Jr. | 2003
- "Bam Bam" | Dirección: Pablo Croce | 2003
- "Acetona" | Dirección: Leche | 2003
- "Tus Caprichos" | Dirección: Pablo Croce | 2003
- "Rockton" (Featuring Don Omar) | Dirección: Peter Novey | 2004
- "Que Me Quieras Tú" | Dirección: Ricky Barría | 2005
- "Ecolecuá" | Dirección: Foster & Pastor | 2005
- "La Pastilla Del Amor" | Dirección: Jason Post | 2005
- "El Sinvergüenza" | Dirección: Feed Dog | 2006
- "Otra Noche Más" | Dirección: Mario Pérez Venero | 2006
- "La Vida" | Dirección: Israel Lugo & Gabriel Coss | 2007
- "Te Jodiste" | Dirección: Israel Lugo & Gabriel Coss | 2007
- "El Apreton" | Dirección: Roger Chalmers | 2008 | Video
- "La Granja" | Dirección: Roger Chalmers | 2008
- "Electric Avenue" | Dirección: Roger Chalmers | 2008
- "Chicha Fuerte"  | Dirección: Roger Chalmers | 2010
- "Que vaaina"  | Dirección: Lucho Spada | 2010
- "La Solución"  | Dirección:  | 2010
- "La Tesa"  | Dirección:  | 2011 | Video
- "Rumba Bomba FT. Os Almirantes" |Dirección: Roger Chalmers |2011
- Ya no te lloro más | Director:  (2014) Video
- Yo no quiero tu amor | Director:  (2014) Video
- Dime que tu quieres | Dirección: Roger Chalmers | 2013
- Seguir un Sueño | Director:  (2014) Video
- Why not | Director:  (2015) Video
- Lupita | Director:  (2015) Video